# Otto Back

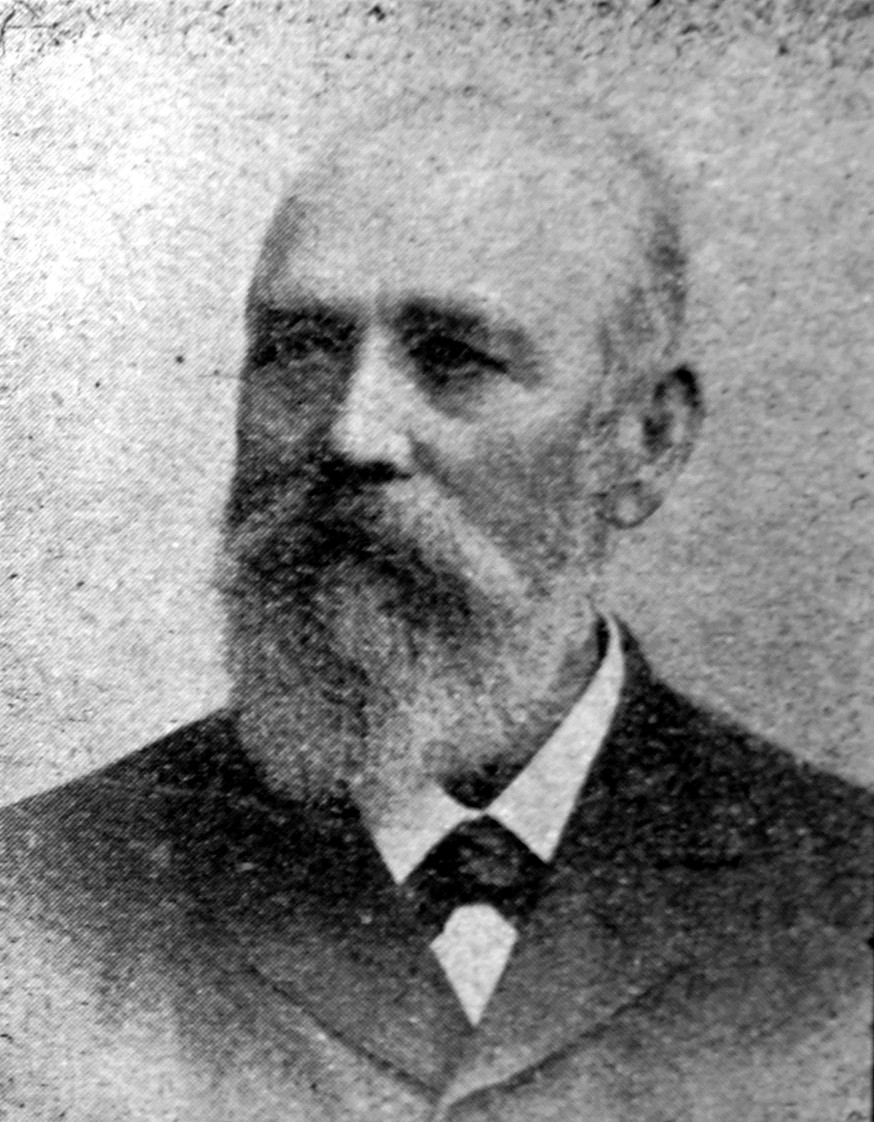
Otto Back (1911)

Otto Back (* 30. Oktober 1834 in Kirchberg (Hunsrück); † 5. Januar 1917 in Straßburg) war ein deutscher Verwaltungsjurist im Reichsland Elsaß-Lothringen. Als Bürgermeister von Straßburg zweimal wiedergewählt, wurde er in 21 Amtsjahren eines der bedeutendsten Stadtoberhäupter.

## Leben
Otto Back war eines von neun Kindern des Hunsrücker evangelischen Pfarrers Friedrich Back und dessen Ehefrau Louisa Back geb. Röchling. Er besuchte das Gymnasium in Koblenz bis zum Abitur. Danach immatrikulierte er sich am 1. November 1854 an der Friedrich-Alexander-Universität Erlangen-Nürnberg für Evangelische Theologie. Am 19. Juli 1855 wurde er im Corps Onoldia recipiert. Zum folgenden Wintersemester wechselte er in Erlangen zur Rechtswissenschaft. Als Inaktiver studierte er an der Friedrich-Wilhelms-Universität Berlin und der Rheinischen Friedrich-Wilhelms-Universität Bonn. Bei Rhenania Bonn wurde er 1857 Corpsschleifenträger. Nach den beiden Staatsexamen trat er in die innere Verwaltung des Königreichs Preußen ein. Am 14. Januar 1864 heiratete er in Koblenz Augusta geb. Timme, Tochter der Kreiswundarztes Karl Friedrich Timme. Im selben Jahr wurde er Erster Beigeordneter der Stadt Barmen. Er wurde 1867 kommissarisch und 1868 endgültig zum Landrat im Kreis Simmern ernannt. 1870 heiratete er in Traben-Trarbach in zweiter Ehe Luise Huesgen, eine Tochter des Kaufmanns Johann Wilhelm Huesgen.
Im Deutsch-Französischen Krieg war er Unterpräfekt des Arrondissements Metz und Thionville. Zugleich diente er als Leutnant in der Preußischen Armee. 1872 wurde er als kaiserlicher Polizeidirektor nach Straßburg versetzt. Von 1873 bis 1880 war er Bürgermeisterei-Verwalter der Stadt Straßburg. 1880 wurde er kaiserlicher Bezirkspräsident im Bezirk Unterelsaß. Er war seit dem Herbst 1886 Bürgermeister von Straßburg und blieb bis 1907 in diesem Amt. 1887 war er kurzfristig Unterstaatssekretär für Finanzen im Reichsland Elsaß-Lothringen. Bereits zu Lebzeiten wurden seine Verdienste um seine zweite Heimatstadt Straßburg gewürdigt. Kaiser Wilhelm II. stiftete für den Straßburger Bürgermeister eine goldene Ehrenkette. Anton Seder, der Direktor der Städtischen Kunstgewerbeschule, gestaltete diese Bürgermeisterkette sowie zum 70. Geburtstag von Otto Back eine Ehrengabe der Bürger Straßburgs und im Auftrag der städtischen Beamten fertigte die Schlosserabteilung der Kunstgewerbeschule ein weiteres Geschenk mit dem Bildnis des Jubilars an. Back engagierte sich wie Anton Seder in der Gesellschaft für die Erhaltung der geschichtlichen Denkmäler des Elsasses. Geschätzt wurde besonders Backs Verständnis für die elsässische Eigenart der Einwohner. 1910 wurde Otto Back Kurator der Universität Straßburg. Bleibende Verdienste erwarb sich Bürgermeister Back bei der Förderung des wirtschaftlichen Aufschwungs Straßburgs durch kommunale bauliche Maßnahmen, wie den Bau der Trinkwasserversorgung und der ersten Straßenbahnlinien sowie bei der Erweiterung der Stadt mit ihrem Rheinhafen. Höhere und höchste Stellen im Kaiserreich schlug er aus, auch die Nachfolge von Johannes von Miquel als Oberbürgermeister von Frankfurt am Main.
Back saß viele Jahre im Oberkonsistorium der Protestantischen Kirche Augsburgischen Bekenntnisses von Elsass und Lothringen und im Presbyterium der Kirche Saint-Pierre-le-Jeune protestant.
1879 wurde er zum Staatsrat von Elsaß-Lothringen ernannt. 1911 von Kaiser Wilhelm II. in die Erste Kammer des Landtags des Reichslandes Elsaß-Lothringen berufen, wurde er bis 1917 deren Präsident. Nach seinem Tod folgte ihm Johannes Hoeffel.

## Auszeichnungen
- Ehrendoktorwürde als Dr. theol. h. c.
- Ehrendoktorwürde als Dr. med. h. c.
- Charakter eines Wirklichen Geheimen Rats
- königlich preußischer Roter Adlerorden II. Klasse mit Eichenlaub (1894)[13]
- Eisernes Kreuz am weißen Bande
- Kriegsdenkmünze für die Feldzüge 1870–71
- königlich preußischer Kronen-Orden II. Klasse
- königlich preußische Landwehr-Dienstauszeichnung I. Klasse
- Ritterkreuz I. Klasse des Ordens der Württembergischen Krone
- Kommandeur 2. Klasse des königlich schwedischen Wasaordens
- Komtur II. Klasse des königlich sächsischen Albrechts-Ordens